# Orobayaya
Orobayaya ist eine Ortschaft im Departamento Beni im Tiefland des südamerikanischen Binnenstaates Bolivien.

## Lage im Nahraum
Orobayaya ist der zentrale Ort des Kanton Orobayaya und liegt im Municipio Magdalena in der Provinz Iténez auf einer Höhe von 146 m in der Nähe des Río Blanco, der zum Flusssystem des Río Iténez gehört.

## Geographie
Das Klima im Raum Orobayaya ist gekennzeichnet durch eine für die Tropen typische ausgeglichene Temperaturkurve mit nur geringen Schwankungen und einem jährlichen Temperaturmittel von knapp 27 °C (siehe Klimadiagramm Magdalena). Der Jahresniederschlag beträgt mehr als 1.400 mm, mit einer deutlichen Feuchtezeit von November bis März, und einer Trockenzeit in den Monaten Juni bis August.

## Verkehrsnetz
Orobayaya liegt in nordöstlicher Richtung 322 Straßenkilometer entfernt von Trinidad, der Hauptstadt des Departamentos.
Von Trinidad aus führt die Nationalstraße Ruta 9 auf 211 Kilometern in nördlicher Richtung über San Javier und San Pedro Nuevo nach San Ramón. Hier zweigt eine unbefestigte Landstraße nach Osten ab, die nach 82 Kilometern die Stadt Magdalena und nach weiteren 29 Kilometern in östlicher Richtung Orobayaya erreicht und weiter nach Bella Vista am Río Blanco führt.

## Bevölkerung
Die Einwohnerzahl des Ortes ist in den vergangenen beiden Jahrzehnten um etwa zwei Drittel angestiegen:
| Jahr | Einwohner | Quelle       |
| ---- | --------- | ------------ |
| 1992 | 312       | Volkszählung |
| 2001 | 465       | Volkszählung |
| 2012 | 536       | Volkszählung |
| 2024 |           | Volkszählung |